# Spacewar!
Spacewar! var ett av de första interaktiva grafiska datorspelen. Det skrevs år 1961 av Steve Russell till PDP-1 och gick ut på att skjuta ner sin motståndares rymdfarkost.